# トール・ホールディングス
トール・ホールディングス（Toll Holdings Limited）は、航空機を主体とした国際宅配便、運輸、ロジスティクスサービスを扱うオーストラリアの国際輸送物流会社。
アジア太平洋地域を中心に、50カ国1200拠点のネットワークを運営している。国際貨物フォワーダーとしては世界22位（2021年）。

## 歴史
2015年5月に日本郵便により買収され同社の子会社となり、日本郵政グループの一員となったが業績が急速に悪化。2020年8月には売却の検討が始められたと報じられた。2021年8月31日、日本郵政グループはトール・ホールディングスのエクスプレス事業部門をオーストラリアのファンド「アレグロ」に約7億円で売却。フォワーディング事業とロジスティクス事業については、今後も保有を継続していくことが発表された。

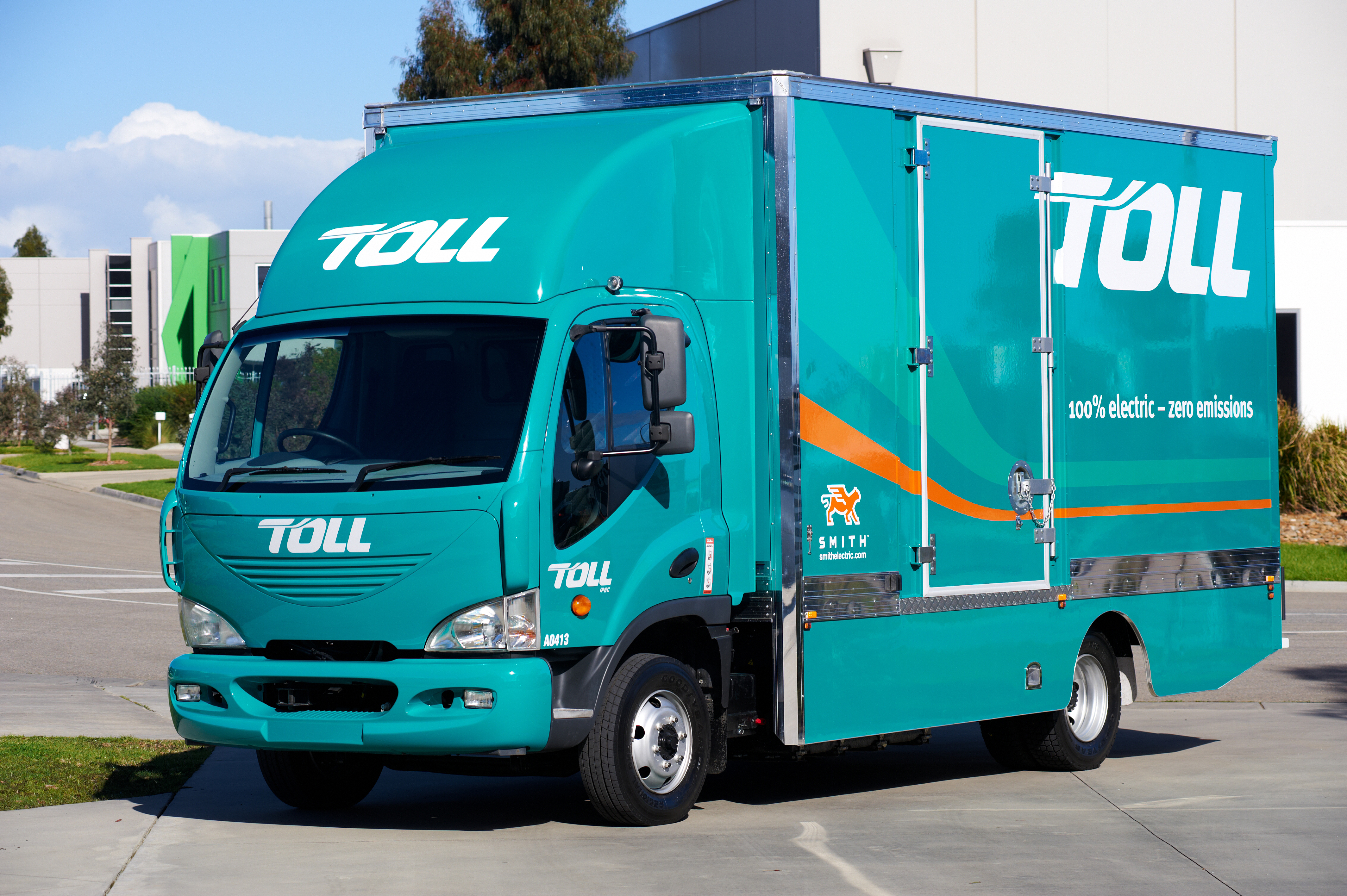
トールのEVトラック

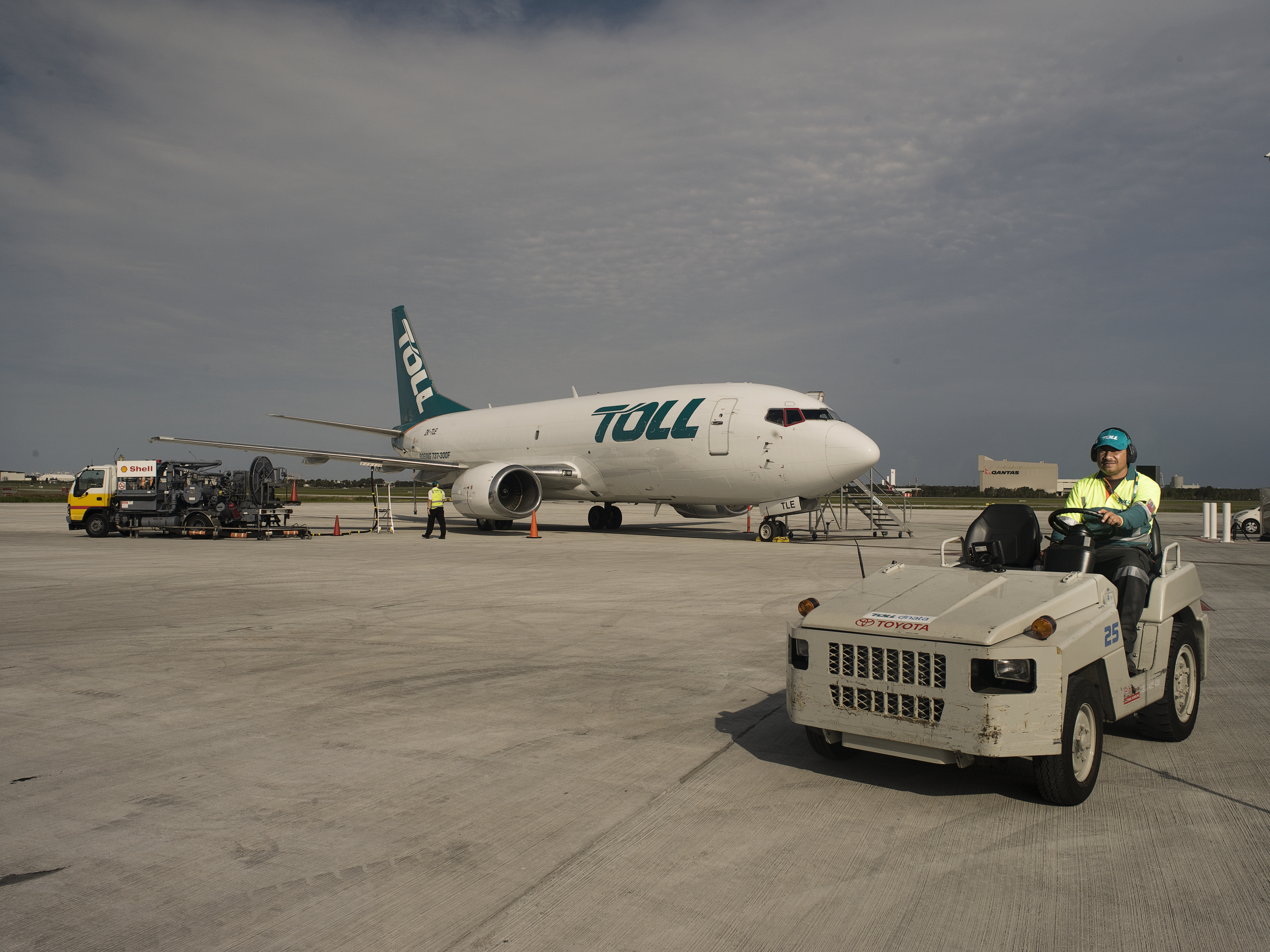
ボーイング737

## 事業部門
トール・ホールディングスには次の事業部門がある。トールグローバルエクスプレス部門は、2021年に分離売却された（前述）。

### トールグローバルフォワーディング
トールグローバルフォワーディングは、複雑なサプライチェーン・サービスから拠点間貨物輸送に至るまでの範囲の国際貨物輸送およびサプライチェーン管理サービスを提供する。

### トールグローバルロジスティクス
トールグローバルロジスティクスは、専門的なロジスティクス・サービスを担っており、貨物輸送、倉庫、クロスドッキング、港湾物流、サプライチェーンおよび製造などの分野で、輸送、倉庫保管などの付加価値サービスを提供する。

### トール資源・政府物流
トール資源・政府物流は、オーストラリア、アジア、アフリカの石油・ガス、鉱業、エネルギー、並びに政府及び防衛部門に対して物流、サプライチェーン・サービスを提供する。

### トール国内フォワーディング
トール国内フォワーディングは、オーストラリアとニュージーランド内の道路、鉄道、海上貨物輸送を担う。

## 日本国内展開
オリックスよりフットワークエクスプレスを買収しトールエクスプレスジャパンとして展開していた。2024年2月現在ではJPロジスティクスとして、日本郵便の完全子会社として機能している。